# Mab (måne)
Mab er en af planeten Uranus' måner. Den blev opdaget den 25. august 2003 af Mark R. Showalter og Jack J. Lissauer ved hjælp af Hubble-teleskopet.
Mab bevæger sig så tæt på flere andre Uranus-måner, at dens omløbsbane muligvis ikke er stabil, men hele tiden ændres lidt på grund af de øvrige måners tyngdekræfter.
Månen blev oprindelig navngivet S/2003 U 1.
| Astronomi | Spire Denne artikel om astronomi er en spire som bør udbygges. Du er velkommen til at hjælpe Wikipedia ved at udvide den. |